# Drahterosives Abrichten
Als drahterosives Abrichten wird die maschinenintegrierte Abrichttechnologie für metallgebundene Schleifscheiben bezeichnet. Damit werden Diamant oder CBN-Schleifscheiben mit Sinter-Metallbindung mittels Drahterodieren in der Schleifmaschine abgerichtet, profiliert und geschärft.

## Verfahren
Das Verfahren gehört zur Gruppe der thermischen, elektroerosiven Verfahren (Wire Electrical Discharge Dressing – WEDD). Es basiert auf den Grundprinzipien des Drahterodierens.
Die Abrichteinheit besitzt einen Drahtantrieb. Dieser zieht den Draht von der Spule ab und befördert ihn über Stromzuführungen und eine dünne Drahtführungsscheibe mit umlaufender Nut an der Schleifscheibe vorbei. Die Schleifscheibe rotiert dabei mit voller Schleifscheiben-Umfangsgeschwindigkeit. Die Erosionsstelle wird mit mehreren Düsen mit Schleiföl gespült. Abschließend wird der benutzte Draht – das eigentliche Abrichtwerkzeug – einem Drahtschneider zugeführt und zerkleinert.
Der Materialabtrag an der Schleifscheibe erfolgt berührungslos durch extrem kurze, schnell auf einander folgende Gleichstrompulse, die im Spalt zwischen Elektrode und Werkstück im Dielektrikum eine Entladung erzeugen. Während der Entladung werden winzige Bereiche der Metallbindung der Schleifscheibe geschmolzen und am Ende der Funkenentladung als kleine Partikel vom Dielektrikum aus dem Spalt gespült. Es bildet sich ein kleiner Krater. Folgt nun Entladung auf Entladung, so entsteht Krater neben Krater und somit ein stetiger Abtrag der Bindungsoberfläche. Die Schleifkörner bleiben vom Erosionsprozess unbeeinflusst in ihrer Gestalt erhalten.
Es gibt stets einen Entladungsspalt und somit keine mechanische Berührung zwischen Draht und Korn oder Bindung. Wenn die Körner von der Bindung freigelegt sind, fallen sie ohne Krafteinwirkung heraus.
So lassen sich metallgebundene Schleifscheiben in der Schleifmaschine bei voller Schleifscheiben-Umfangsgeschwindigkeit abrichten, d. h. profilieren und schärfen. Die Schleifscheibe erhält dadurch zudem eine hohe Schnittigkeit mit hohem Kornfreistand.

## Leistungsmerkmale
- Berührungsloses Abrichtverfahren
- kein Verschleiß am Abrichtwerkzeug
- alle gesinterten Metallbindungen und elektrisch leitfähigen Hybridbindungen mit Diamant- oder CBN-Schleifkorn sind abrichtbar
- kleine Geometrien möglich (körnungs- und bindungsabhängig)
- höhere Schleifleistung erzielbar gegenüber mechanisch abgerichteten metallgebunden Schleifscheiben
- ein universelles Abrichtwerkzeug für verschiedenste Scheibenprofile einsetzbar
- einfache Bedienung
- Abrichten bei voller Scheibenumfangsgeschwindigkeit bis 120 m/s möglich
- geringe Abrichtwerkzeugkosten gegenüber mechanischen Abrichtverfahren oder Abrichten außerhalb der Schleifmaschine
- hohe Präzision im µm-Bereich auch bei komplexem Profilen zuverlässig erreichbar
- voll in die Schleifmaschine und Steuerung integriertes System

## Anwendungsbereiche
Für das Schleifen von Keramiken, Hartmetall und gehärtetem Stahl werden Schleifscheiben mit hochharten Schleifmitteln aus Diamant oder CBN eingesetzt. In bisherigen Schleifprozessen besitzen solche Schleifscheiben sehr oft eine Kunstharz- oder Keramikbindung. Eine Möglichkeit die Präzision und Wirtschaftlichkeit bei diesen Schleifanwendungen zu steigern, ist der Einsatz von Schleifscheiben mit gesinterter Metallbindung. Ihr Einsatz ist jedoch bisher nur bedingt sinnvoll, da sich Metallbindungen nur sehr eingeschränkt abrichten lassen und nur eine durchschnittliche Schnittigkeit aufweisen.
Das Verfahren ermöglicht die vollständige Nutzung der Schleifeigenschaften einer metallgebundenen Diamant- oder CBN-Schleifscheibe.
Es können bisherige Grenzen in Schleifprozessen überwunden werden.
Zum einen dadurch, dass es plötzlich möglich wird, komplexe Werkstückgeometrien überhaupt herstellen zu können oder deren Herstellung in eine ökonomisch sinnvolle Zone zu bringen. Zum anderen dadurch, dass etablierte Schleifprozesse wirtschaftlicher werden, z. B. durch kürzere Schleifzeiten, geringere Rüstzeiten, längere Abrichtintervalle oder höhere Prozessstabilität.
Besonders geeignete Einsatzgebiete:
- Schleifen von gehärtetem Stahl, Hartmetall, Keramiken
- Außen- und Innenschleifen
- Gewindeschleifen
- Hochgeschwindigkeitsschleifen (HSG)

## Bedingungen
Es können ausschließlich elektrisch leitende Bindungssystem abgerichtet werden.
Die eingesetzten Schleifscheiben müssen für die Erzeugung der Funkenentladung zwischen Schleifkorn-Bindung und Drahtelektrode geeignet aufgebaut sein. Der Stromkreis wird mittels einem Schleifkontakt auf die Schleifscheibe geschlossen. Die Schleifscheibe muss eine Lauffläche für diese Kontaktierung besitzen, welche wiederum elektrisch leitend mit dem Schleifbelag verbunden sein muss.
Das Verfahren benötigt ein dielektrisches Fluid zum Aufbau der Funkenentladung und Spülung. Es muss demzufolge ein Schleiföl eingesetzt werden. Die Funktion ist mit jedem marktüblichen Schleiföl (Mineralöl, Hydrocrack, PAO) gewährleistet, da diese stets dielektrische Eigenschaften besitzen. Zugesetzte Additive, wie Schwefelverbindungen, können während dem Abrichten zu Geruchsbildung führen.